# ボネール島

ボネール
オランダ語: Bonaire
パピアメント語: Boneiru

国歌 :太陽とそよ風の国（オランダ語）

ボネール島（ボネールとう、オランダ語: Bonaire [boːˈnɛːr(ə)] ( 音声ファイル)）は、カリブ海南部のベネズエラ沖合にあるオランダ領の島。ボネールとはアラワク諸族のカケティオス語の言葉で、低い土地を意味するBonayからなる。スペイン、ポルトガルはBojnajと呼び、後にスペリングを変更してボネールとなった。フラミンゴの生息地として知られ、「人間よりフラミンゴのほうが多い」といわれる。
行政上のボネールの領域にはボネール島のほか、クレイン・ボネール島などの属島も含まれる。オランダの特別自治体（bijzondere gemeente）で、ボネール、シント・ユースタティウスおよびサバ（オランダ領カリブ）と総称される地域の一部である。

## 地理

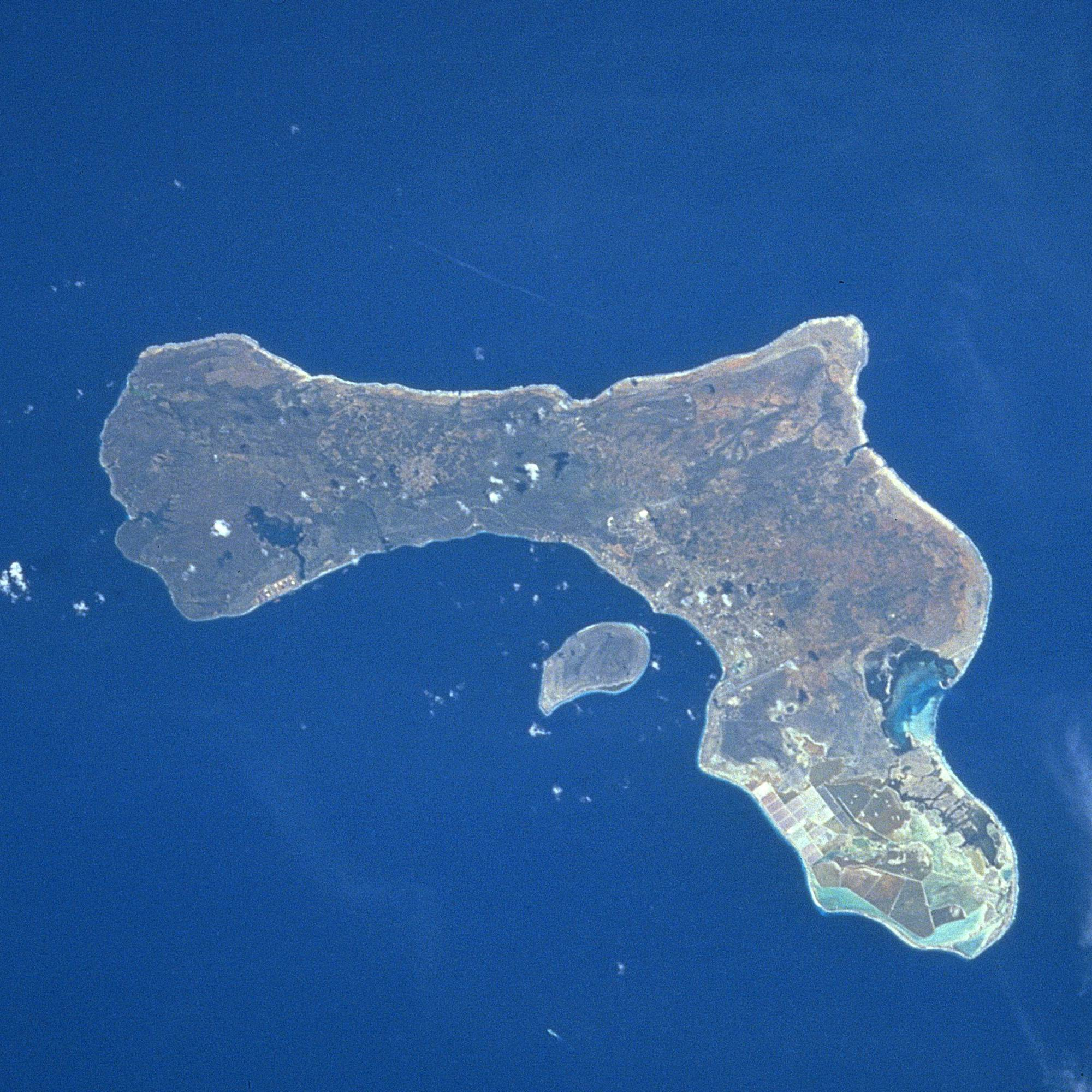
衛星画像

ベネズエラの沖合いに位置する面積284km2の島である。アルバ島とキュラソー島と共にABC諸島とも呼ばれている。島はほぼ平坦で、ブランダリス山（240m）が島で最も高い山である。雨が少なく乾燥しており、内陸部には乾燥林が生えている。周辺の海域はダイビングの宝庫で、1969年に国立公園に指定された。島には世界で最も危険な木と言われるマンチニールが自生しており、警告表示が無いため沿岸部の木に近づく際に注意が必要である。
ボネール島の周辺にはサンゴ礁の裾礁が発達しており、海岸には塩類平原、湧水、砂丘、砂浜、マングローブ、ラグーンなどが見られる。南東部の内湾のバーイ湖一帯はマングローブ、海草の藻場および紅藻とサンゴ礁が多い。島および周辺の海域はベニイロフラミンゴ、タイマイ、アカウミガメ、アオウミガメ、ユキチドリ、レインボーパロットフィッシュなどの営巣地と生育場で、ハタなどの多くの種類の魚類、ウミガメ、巻貝とサンゴが生息しており、サギ、シラサギ、ペリカン、アジサシ類などの水鳥も訪れる。南端の塩湖、バーイ湖および北西部のワシントン・スラグバーイ国立公園の3ヶ所は共に1980年にラムサール条約登録地となった。ただし、島および周辺の海域へのヤギやミノカサゴ属の魚類などの外来種の侵入は問題となっている。
- ボネール島の海

## 歴史

### 「発見」と争奪
1499年、スペイン人アロンソ・デ・オヘーダとイタリア人のアメリゴ・ヴェスプッチがボネール島に上陸し、スペインの領有と宣言する。先住民のアラワク諸族のカケティオス族が住んでいたが、1515年大勢の先住民が奴隷としてイスパニョーラ島の鉱山の労働力にするため売り飛ばされ、ボネール島は無人島状態となった。1526年、スペイン統治のABC諸島の知事ファン・デ・アンプスは、牛やロバ、ヤギ、馬、豚などの畜産をボネール島で始め、ボネール島から居なくなったカケティオス族の一部やベネズエラから多くのインディオを島に連れて来て、牛などの畜産の労働力として働かせた。その結果、家畜として島に導入した、牛などの動物の数がボネール島の人口を上回っていた。その後、オランダはポルトガルと塩の供給も始めたが、スペインが停止している。またボネール島は100年間流刑地ともなる。スペインは南米の植民地の大勢の囚人（ブラジルのポルトガル人受刑者も含む）をボネール島に送った。1623年、オランダ提督ボウデビン・ヘンドリクスが島に町を建設した事で、スペイン人受刑者は町に住む様になり、ポルトガル人の受刑者はオランダ西インド会社の船に乗り、島を放棄した。1568年から1648年まで、スペインとオランダは、八十年戦争と呼ばれる長期間の戦争を行った。1633年、シント・マールテン島の領有を失ったオランダは、その報復として、ボネール島、アルバ島、キュラソー島に艦隊を送って攻撃し、領有。ボネール島は1636年にオランダにより征服された。1639年、オランジェ砦を建設。オランダ西インド会社により植民地化され、オランダ初の奴隷貿易の中心地として、黒人奴隷がトウモロコシのプランテーション農場で働かされた。1791年にオランダ西インド会社は解散され、オランダ政府が引き受けた。1779年以後、フランスやイギリスなどに占領される。

### 19世紀以降
1816年、パリ条約により、この島は再びオランダ領となった。ボネール島は「キュラソー植民地」の一部となり、ウィレムスタッドのキュラソー総督の管轄下に入ることになった。「西インド植民地」の一部となった時代（1828年 - 1845年）もあるが、1845年以後再びキュラソー植民地の一部となっている。
1837年には塩の生産の中心地として繁栄し、黒人奴隷が労働力として働かされていた。奴隷制度は1863年に廃止された。第二次世界大戦中の1940年から大戦直後の1947年まではボネール島はイギリスとアメリカの保護下に置かれ、ドイツ人とナチスに同調するオランダ国家社会主義運動（NSB）のオランダ人メンバー461人をボネール島に移送し、木の小屋で建てた収容所に収容した（なおこの収容所は1952年にリゾートホテルへと変わった）。1955年、フラミンゴ空港建設。
1954年に、キュラソー植民地の自治権が拡張され、オランダの自治領「オランダ領アンティル」（以下「アンティル」）となった。アンティル構成各島では地理的な懸隔や経済的な格差などから、アンティルから離脱して単独の自治領として「独立」しようとする動きが活発であった。2007年の住民投票において、ボネール島ではアンティルからの離脱派が優勢を占めた。2010年10月10日にアンティルは解体され、ボネール島はヨーロッパ大陸のオランダ本土とともにオランダ本国を構成する「特別自治体」となった。

## 政治
ボネール島はサバ島とともにオランダの特別自治体である。これにかつての特別自治体であったシント・ユースタティウス島を加えた3島は総称してBES諸島（オランダ領カリブ）と呼ばれる。

## 経済
経済は漁業が中心であり、また、古くから続く塩の生産も行われている。

## 交通
島内にはフラミンゴ空港がある。

## 住民
- アフリカ系黒人、オランダ系白人、混血など。
- 宗教はカトリックとプロテスタント、他にユダヤ教。
- 公用語はオランダ語だが、混成語のパピアメント語、スペイン語や英語も話す。